# Vitten
Vitten er en landsby i Østjylland med 218 indbyggere  (2024). Vitten er beliggende seks kilometer nordvest for Hinnerup, seks kilometer sydvest for Hadsten og 21 kilometer nordvest for Aarhus. Byen ligger i Region Midtjylland og tilhører Favrskov Kommune.
Vitten er beliggende i Vitten Sogn og Vitten Kirke ligger i byen. Byen bærer præg af at transport- og logistikfirmaet Frode Laursen har hovedsæde i den lille landsby. 
I Vitten findes en fastelavnstradition, hvor fastelavnssoldater ved fastelavnstid går rundt i sognet og samler penge ind til fest. i 2010 fyldte traditionen 100 år i Vitten.
Syd for landsbyen finder man i Præsteskoven en kilde opkaldt efter Dronning Dagmar: Dronning Dagmars Kilde, hvor Thor Lange i 1906 lod rejse en mindesten udført efter tegning af arkitekt Kühnel.